# フェリックス・ピーエイ
フェリックス・A・ピーエイ（Félix A. Pie [piːeɪ/Pē-Ā], 1985年2月8日 - ）は、ドミニカ共和国出身のプロ野球選手（外野手）。左投左打。

## 経歴

### カブス時代

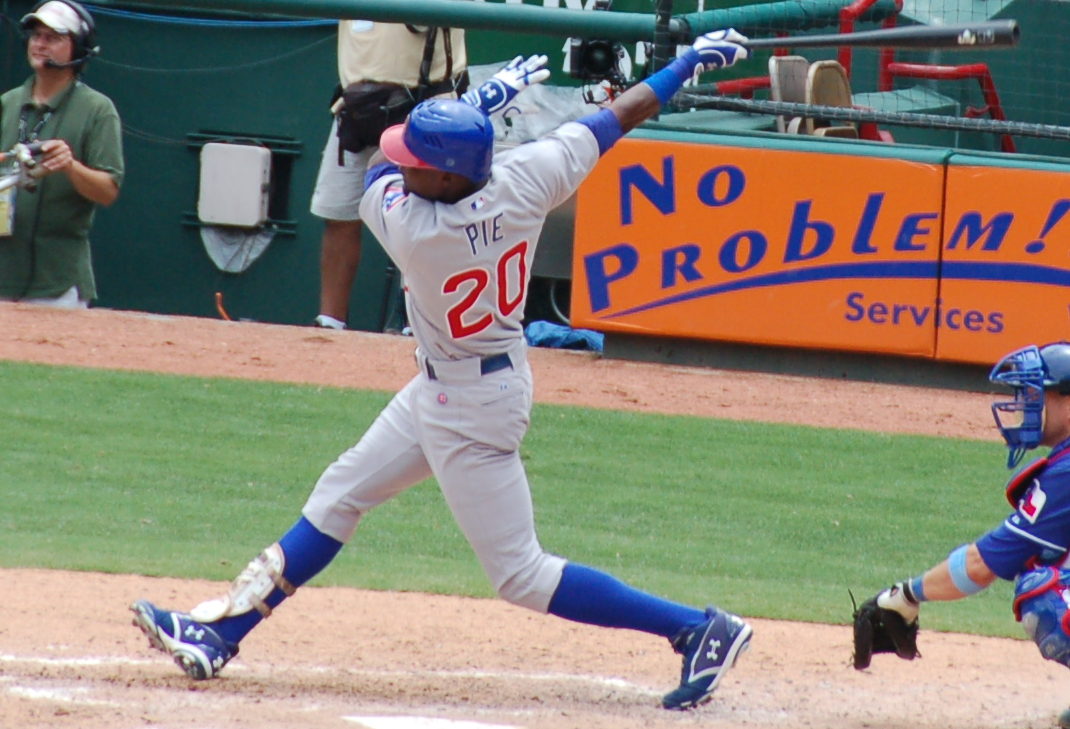
シカゴ・カブス時代
(2007年6月21日)

2007年4月17日に、前日に怪我をしたアルフォンソ・ソリアーノの代役としてシカゴ・カブスでメジャーデビューし、グレッグ・マダックスから二塁打を放った。メジャーデビュー前から5ツールプレイヤーと評されていたが、なかなかメジャーに上がれなかった理由の一つに、三振の多さが挙げられている。

### オリオールズ時代
2009年1月18日、ギャレット・オルソンとマイナーリーグ所属の1投手とのトレードでボルチモア・オリオールズに移籍。自己最高の101試合に出場して、いずれも自己ベストとなる打率.266、9本塁打、29打点という成績を残した。また、その他の数多くの部門でも自己記録を更新する成績を残している。前述の出場試合数・打率・本塁打・打点に加え、打数・得点・安打・二塁打・三塁打・四球・出塁率・長打率・OPS・塁打・犠打・犠飛・敬遠の各部門で自己ベストないし自己ベストタイの数字を記録した。
2010年はスプリングトレーニングで打率.342と好調を示したが、背中を痛めて前半戦をほぼ全休。打率は自己最高の.274を記録したが出塁率は.305に終わった。
2011年8月23日にDFAとなり、25日には40人枠から外れた。9月29日にFAとなった。

### オリオールズ退団後
2011年12月11日にクリーブランド・インディアンスとマイナー契約を結んだ。
2012年4月4日に放出され、独立リーグ・アトランティックリーグのカムデン・リバーシャークスと契約。5月12日にマイナー契約でアトランタ・ブレーブスに移籍。11月3日にFAとなった。11月19日にピッツバーグ・パイレーツとマイナー契約を結び、スプリング・トレーニングに招待選手として出場。
2013年はメジャー昇格後、27試合に出場した。11月1日にFAとなった。

### ハンファ時代
2013年12月16日に韓国プロ野球のハンファ・イーグルスと契約。登録名はピエ（피에）。
2014年はハンファのレギュラーとして活躍したが、年俸面で折り合いがつかず同年限りで退団した。
2015年は所属球団なく、オフにドミニカ共和国のウィンターリーグでプレー。

### ハンファ退団後
2016年1月13日、台湾プロ野球統一セブンイレブン・ライオンズと契約。だが負傷により3月30日に解雇された。オフはドミニカ共和国のウィンターリーグでプレー。
2017年は所属球団なく、オフにメキシコのウィンターリーグでプレー。
2018年3月22日にメキシカンリーグのレオン・ブラボーズと契約。99試合に出場し、打率.334、16本塁打、61打点を記録した。
2019年もレオン・ブラボーズでプレー。93試合に出場し、打率.381、22本塁打、80打点を記録した。
2020年3月13日にメキシカンリーグのカンペチェ・パイレーツにトレード移籍した。2021年オフに退団。
2022年4月8日にアメリカ独立リーグ・アトランティックリーグのケンタッキー・ワイルドヘルス・ゲノムスと契約した。

## 詳細情報

### 年度別打撃成績
| 年 度     | 球 団     | 試 合 | 打 席 | 打 数 | 得 点 | 安 打 | 二 塁 打 | 三 塁 打 | 本 塁 打 | 塁 打 | 打 点 | 盗 塁 | 盗 塁 死 | 犠 打 | 犠 飛 | 四 球 | 敬 遠 | 死 球 | 三 振 | 併 殺 打 | 打 率 | 出 塁 率 | 長 打 率 | O P S |
| --------- | --------- | ----- | ----- | ----- | ----- | ----- | -------- | -------- | -------- | ----- | ----- | ----- | -------- | ----- | ----- | ----- | ----- | ----- | ----- | -------- | ----- | -------- | -------- | ----- |
| 2007      | CHC       | 87    | 194   | 177   | 26    | 38    | 9        | 3        | 2        | 59    | 20    | 8     | 1        | 2     | 1     | 14    | 0     | 0     | 43    | 0        | .215  | .271     | .333     | .604  |
| 2008      | CHC       | 43    | 93    | 83    | 9     | 20    | 2        | 1        | 1        | 27    | 10    | 3     | 0        | 0     | 1     | 7     | 0     | 2     | 29    | 3        | .241  | .312     | .325     | .637  |
| 2009      | BAL       | 101   | 281   | 252   | 38    | 67    | 10       | 3        | 9        | 110   | 29    | 1     | 3        | 2     | 3     | 24    | 1     | 0     | 58    | 6        | .266  | .326     | .437     | .763  |
| 2010      | BAL       | 82    | 308   | 288   | 39    | 79    | 15       | 5        | 5        | 119   | 31    | 5     | 2        | 3     | 3     | 13    | 0     | 1     | 52    | 10       | .274  | .305     | .413     | .718  |
| 2011      | BAL       | 85    | 175   | 164   | 15    | 36    | 8        | 1        | 0        | 46    | 7     | 3     | 2        | 1     | 0     | 10    | 0     | 0     | 32    | 0        | .220  | .264     | .280     | .545  |
| 2013      | PIT       | 27    | 31    | 29    | 5     | 4     | 1        | 0        | 0        | 5     | 2     | 1     | 2        | 0     | 0     | 2     | 0     | 0     | 13    | 0        | .138  | .194     | .172     | .366  |
| 2014      | ハンファ  | 119   | 498   | 445   | 61    | 145   | 33       | 2        | 17       | 233   | 92    | 9     | 11       | 0     | 12    | 41    | 1     | 0     | 60    | 11       | .326  | .374     | .524     | .898  |
| 2016      | 統一      | 5     | 21    | 20    | 3     | 6     | 2        | 0        | 1        | 11    | 4     | 0     | 0        | 0     | 0     | 1     | 0     | 0     | 0     | 0        | .300  | .333     | .550     | .883  |
| MLB：6年  | MLB：6年  | 425   | 1082  | 993   | 132   | 244   | 45       | 13       | 17       | 366   | 99    | 21    | 10       | 8     | 8     | 70    | 1     | 3     | 227   | 19       | .246  | .295     | .369     | .664  |
| KBO：1年  | KBO：1年  | 119   | 498   | 445   | 61    | 145   | 33       | 2        | 17       | 233   | 92    | 9     | 11       | 0     | 12    | 41    | 1     | 0     | 60    | 11       | .326  | .374     | .524     | .898  |
| CPBL：1年 | CPBL：1年 | 5     | 21    | 20    | 3     | 6     | 2        | 0        | 1        | 11    | 4     | 0     | 0        | 0     | 0     | 1     | 0     | 0     | 0     | 0        | .300  | .333     | .550     | .883  |

- 2020年度シーズン終了時

### 背番号
- 17 （2007年 - 同年途中）
- 68 （2007年途中 - 同年終了）
- 20 （2008年）
- 18 （2009年 - 2011年）
- 26 （2013年）
- 46 （2014年、2016年、2018年 - ）